# Campeonato Mineiro de Futebol de 2017 - Segunda Divisão
O Campeonato Mineiro de Futebol 2017 - Segunda Divisão foi a 33° edição do último nível do futebol profissional de Minas Gerais; ou seja, o terceiro nível do futebol mineiro. Organizado pela FMF, o torneio contou com 9 equipes espalhadas pelo estado de Minas Gerais, com o campeão sendo o Ipatinga Futebol Clube.

## Regulamento
As nove equipes se enfrentarão num sistema de pontos corridos com turno e returno, totalizando 18 rodadas ao fim da competição. O time que tiver a maior quantidade de pontos se consagrará campeão. Os dois primeiros colocados terão o acesso ao Módulo II - 2018.

## Equipes Participantes
| Equipe                                       | Cidade          | Estádio (mando)  | Capacidade | Títulos        |
| -------------------------------------------- | --------------- | ---------------- | ---------- | -------------- |
| Clube Atlético Mineiro "B"                   | Belo Horizonte  | Arena do Jacaré  | 18.870     | 0 (não possui) |
| Betis Futebol Clube                          | Ouro Branco     | José Mapa Filho  | 5.000      | 0 (não possui) |
| Coimbra Esporte Clube                        | Belo Horizonte  | Castor Cifuentes | 5.160      | 0 (não possui) |
| Democrata Futebol Clube                      | Sete Lagoas     | Arena do Jacaré  | 18.870     | 0 (não possui) |
| Associação Desportiva Internacional de Minas | Uberlândia      | Parque do Sabiá  | 53.350     | 0 (não possui) |
| Ipatinga Futebol Clube                       | Ipatinga        | Ipatingão        | 10.000     | 0 (não possui) |
| Poços de Caldas Futebol Clube                | Poços de Caldas | Ronaldão         | 7.600      | 0 (não possui) |
| Ponte Nova Futebol Clube                     | Ponte Nova      | Caetano Cenachi  | 1.000      | 0 (não possui) |
| União Luziense Esporte Clube                 | Santa Luzia     | Israel Pinheiro  | 8.500      | 0 (não possui) |

## Primeira fase

### Grupo Único
| Pos | Equipes            | Pts | J  | V  | E | D  | GP | GC | SG  | Classificação ou Eliminação |
| --- | ------------------ | --- | -- | -- | - | -- | -- | -- | --- | --------------------------- |
| 1   | Ipatinga           | 35  | 16 | 11 | 2 | 3  | 40 | 16 | 24  | Acesso ao Módulo II - 2018  |
| 2   | Democrata-SL       | 33  | 16 | 10 | 3 | 3  | 28 | 12 | 16  | Acesso ao Módulo II - 2018  |
| 3   | Coimbra            | 32  | 16 | 10 | 2 | 4  | 24 | 16 | 8   |                             |
| 4   | Poços de Caldas    | 30  | 16 | 9  | 3 | 4  | 27 | 23 | 4   |                             |
| 5   | Atlético Mineiro B | 27  | 16 | 8  | 3 | 5  | 34 | 23 | 11  |                             |
| 6   | União Luziense     | 25  | 16 | 7  | 4 | 5  | 27 | 19 | 8   |                             |
| 7   | Ponte Nova         | 11  | 16 | 2  | 5 | 9  | 20 | 35 | -15 |                             |
| 8   | Inter de Minas     | 5*  | 16 | 2  | 2 | 12 | 18 | 36 | -18 |                             |
| 9   | Betis              | 2   | 16 | 0  | 2 | 14 | 13 | 51 | -38 |                             |

- O Inter de Minas foi punido com a perda de 3 pontos após relacionar e escalar 7 jogadores na partida contra o Coimbra pela 1ª rodada. [3]

### Desempenho por rodada
Clubes que lideraram o campeonato ao final de cada rodada:
| Rodadas | Rodadas | Rodadas | Rodadas | Rodadas | Rodadas | Rodadas | Rodadas | Rodadas | Rodadas | Rodadas | Rodadas | Rodadas | Rodadas | Rodadas | Rodadas | Rodadas | Rodadas |
| ------- | ------- | ------- | ------- | ------- | ------- | ------- | ------- | ------- | ------- | ------- | ------- | ------- | ------- | ------- | ------- | ------- | ------- |
| 1       | 2       | 3       | 4       | 5       | 6       | 7       | 8       | 9       | 10      | 11      | 12      | 13      | 14      | 15      | 16      | 17      | 18      |
| IPA     | COI     | COI     | COI     | COI     | COI     | COI     | COI     | COI     | COI     | IPA     | IPA     | IPA     | IPA     | IPA     | IPA     | IPA     | IPA     |

Clubes que ficaram na última posição do campeonato ao final de cada rodada:
| Rodadas | Rodadas | Rodadas | Rodadas | Rodadas | Rodadas | Rodadas | Rodadas | Rodadas | Rodadas | Rodadas | Rodadas | Rodadas | Rodadas | Rodadas | Rodadas | Rodadas | Rodadas |
| ------- | ------- | ------- | ------- | ------- | ------- | ------- | ------- | ------- | ------- | ------- | ------- | ------- | ------- | ------- | ------- | ------- | ------- |
| 1       | 2       | 3       | 4       | 5       | 6       | 7       | 8       | 9       | 10      | 11      | 12      | 13      | 14      | 15      | 16      | 17      | 18      |
| BET     | BET     | INT     | INT     | INT     | INT     | INT     | INT     | BET     | BET     | BET     | BET     | BET     | BET     | BET     | BET     | BET     | BET     |

## Premiação
| Campeonato Mineiro de 2017 - Segunda Divisão |
| Ipatinga                                     |
| -------------------------------------------- |
| Ipatinga Campeão (1º título)                 |